# Ophiacanthella
Ophiacanthella är ett släkte av ormstjärnor. Ophiacanthella ingår i familjen knotterormstjärnor.
Kladogram enligt Catalogue of Life:
| Ophiacanthella | \| \| Ophiacanthella acontophora \| \| \| \| \| \| Ophiacanthella troscheli \| \| \| \| |
|                | \| \| Ophiacanthella acontophora \| \| \| \| \| \| Ophiacanthella troscheli \| \| \| \| |
|                | Ophiacanthella acontophora                                                              |
|                |                                                                                         |
|                | Ophiacanthella troscheli                                                                |
|                |                                                                                         |